# Brideshead Revisited (tv-serie)
Brideshead Revisited er en britisk tv-serie fra 1981 med Jeremy Irons og Anthony Andrews i hovedrollerne. Den blev produceret af Granada Television til at blive sendt på ITV network. Store dele af serien blev instrueret af Michael Lindsay-Hogg, der stod for de indledende faser af produktionen inden Charles Sturridge overtog. Første episode er krediteret til dem begge.
Serien er en filmatisering af romanen Brideshead Revisited (1945) af Evelyn Waugh. Den foregår fra 1920'erne til begyndesen af 1940'erne og omhandler Charles Ryders liv og romancer, inklusive hans venskab med Flyte-familien, der er en rig engelsk katosk familie, der bor på slottet Brideshead Castle. Manuskriptet blev skrevet af Derek Granger (seriens producer) sammen med flere andre. Til trods for at manuskriptet tilskrives John Mortimer, blev hans manus ikke brugt. Charles Sturridge udtalte at 95% af dialogen var fra Waughs oprindelige text. Serien består af 11 episoder og havde premiere i Storbritannien d. 12. oktober 1981; på CBC Television i Canada d. 19. oktober 1981; og som en del af Great Performances-serien på PBS i USA d. 18. januar 1982.
I 2000 blev serien listet som nr. 10 på listen over 100 Greatest British Television Programmes sammensat af British Film Institute, baseret på en afstemning blandt professionelle i industrien. I 2007 blev den listet som et af "The 100 Best TV Shows of All time" af Time. I 2010 var den nr. to på The Guardians liste over "50 bedst TV dramas" I 2015 havde The Telegraph serien som nummer et på deres liste over bedste filmatiseringer til TV, og skrev at "Brideshead Revisited er tv's største litterære filmatisering, uden undtagelse. Den er fuldstændig tro mod Evelyn Waughs roman, men den er på en eller anden måde også mere end det."

## Medvirkende
- Jeremy Irons som Charles Ryder
- Anthony Andrews som Lord Sebastian Flyte
- Diana Quick som Lady Julia Flyte (senere i serien som Julia Mottram)
- Simon Jones som Earl of Brideshead, normalt omtalt som Bridey
- Phoebe Nicholls som Lady Cordelia Flyte
- Claire Bloom som Lady Marchmain
- Laurence Olivier som Lord Marchmain
- John Gielgud som Edward Ryder, Charles' far
- Stéphane Audran som Cara
- Charles Keating som Rex Mottram MP
- Jeremy Sinden som Viscount Boy Mulcaster
- Mona Washbourne som Nanny Hawkins
- John Grillo som Mr Samgrass
- Nickolas Grace som Anthony Blanche
- Jane Asher som Lady Celia Ryder, Charles' hustru, Boy Mulcaster' søster
- Jenny Runacre som Brenda Champion, Rex's ladyfriend
- John Le Mesurier som Father Mowbray
- Michael Bilton som Hayter, butler to the Ryder household
- Bill Owen som Lunt, Charles' manservant at Oxford
- Roger Milner som Wilcox, butler to the Flyte household
- Jonathan Coy som Kurt, Sebastian's friend in Morocco
- Niall Tóibín som Father Mackay
- Stephen Moore som Jasper, Charles' fætter